# Município de Goshen (condado de Champaign, Ohio)
Localização do Ohio nos E.U.A.
O município de Goshen (em inglês: Goshen Township) é um município localizado no condado de Champaign no estado estadounidense de Ohio. No ano de 2010 tinha uma população de 3696 habitantes e uma densidade populacional de 37,92 pessoas por km².

## Geografia
O município de Goshen encontra-se localizado nas coordenadas 40° 04′ 14″ N, 83° 33′ 10″ O. Segundo a Departamento do Censo dos Estados Unidos, o município tem uma superfície total de 97.48 km², da qual 97.42 km² correspondem a terra firme e (0.06%) 0.05 km² é água.

## Demografia
Segundo o censo de 2010, tinha 3696 pessoas residindo no município de Goshen. A densidade populacional era de 37,92 hab./km².